# 情歌沒有告訴你
《情歌沒有告訴你》（英文：What Love Songs Didn't Tell You）是歌手梁靜茹的第11張中文音樂專輯，亦是加盟環球唱片後的首張專輯，於2010年12月24日發行。此專輯為梁靜茹首度參與監製的作品。
專輯分為預購限定版CD+DVD（2首MV＋2首KARAOKE《情歌沒有告訴你／你會不會》＋2個祕密花絮）以及平裝版兩種版本。

## 曲目
| 曲序     | 曲目             |               | 作曲                 | 编曲              | 製作人        | 备注                    | 时长  |
| -------- | ---------------- | ------------- | -------------------- | ----------------- | ------------- | ----------------------- | ----- |
| 1.       | LA LA LA LA      | 李焯雄        | 朱敬然               | 吳慶隆            | 朱敬然        | 第三波主打              | 3:47  |
| 2.       | 情歌沒有告訴你   | 李焯雄        | 饒善強               | Kenn C Jaydon Joo | 朱敬然        | 首波主打                | 4:27  |
| 3.       | 給還沒有遇見的你 | 周耀輝        | 周谷淳               | 黃中              | 阿水          |                         | 4:09  |
| 4.       | 你會不會         | 李焯雄        | 宇珩                 | 伍冠諺            | 阿水          | 第二波主打              | 3:57  |
| 5.       | 不為失戀說抱歉   | 小寒          | 陳穎見               | 史卡非            | 阿水          |                         | 4:25  |
| 6.       | 我就知道那是愛   | 李焯雄 彭學斌 | 彭學斌               | 周國儀            | 梁靜茹        |                         | 4:33  |
| 7.       | 一家一           | 李焯雄        | 魏文浩 Josephine Ang | 周國儀            | 梁静茹 张智成 | 第四波主打 feat. 張智成 | 4:27  |
| 8.       | 如果冰箱會說話   | 李焯雄        | 張向榮               | 鍾慶鴻            | 朱敬然        | 第五波主打              | 4:00  |
| 9.       | 直覺             | 陳奕勤 鄒漢偉 | 陳奕勤 派仔洪        | 周顯哲            | 阿水          |                         | 3:41  |
| 10.      | 慢慢來 比較快    | 李焯雄        | 梁翹柏               | 梁翹柏            | 朱敬然        |                         | 3:01  |
| 总时长： | 总时长：         | 总时长：      | 总时长：             | 总时长：          | 总时长：      | 总时长：                | 40:26 |

## 音樂錄影帶
| 歌名           | 導演   | 首播日期       | 首播頻道                |
| -------------- | ------ | -------------- | ----------------------- |
| 情歌沒有告訴你 | 鄺盛   | 2010年11月29日 | 環球音樂官方YouTube頻道 |
| 你會不會       | 鄺盛   | 2010年12月19日 | 環球音樂官方YouTube頻道 |
| LA LA LA LA    | 鄺盛   | 2010年12月27日 |                         |
| 一家一         | 周格泰 | 2011年1月13日  | 環球音樂官方YouTube頻道 |
| 如果冰箱會說話 | 鄺盛   | 2011年2月9日   |                         |

## 獎項
- HitFM聯播網「第一屆全球流行音樂金榜」
- 時間：2004年1月14日（公佈）
- 時間：2011年4月9日（頒獎）
  - 2010年年度：年度最佳女歌手
  - 2010年度：年度20大金曲－〈情歌沒有告訴你〉
  - 2010年度：馬來西亞MY FM推崇大獎
  - 2010年度：最受歡迎女歌手（提名）

- Channel V「第15屆全球華語音樂榜中榜暨亞洲影響大典」
- 時間：2011年3月1日（公佈）
- 時間：2011年4月15日（頒獎）
  - 2010年度：「港台部分」最佳女歌手獎（提名）

- 全球華語歌曲排行榜「第十一屆全球華語歌曲排行榜」
- 時間：2011年10月15日
  - 2011年度：最受歡迎女歌手（5強）
  - 2011年度：最受歡迎女歌手（提名）
  - 2011年度：最受歡迎合唱歌曲－〈一家一〉（提名）
  - 2011年度：年度20大金曲－〈情歌沒有告訴你〉（提名）

- 新加坡YES933「第十七屆新加坡金曲獎」
- 時間：2011年11月12日
  - 2011年度：933醉心龍虎榜榜十大金曲－〈你會不會〉
  - 2011年度：最受歡迎女歌手（提名）

- 中國歌曲排行榜「2011年度北京流行音樂典禮」
- 時間：2012年1月19日
  - 2011年度：年度港台最受歡迎女歌手（提名）
  - 2011年度：年度港台最佳女歌手（提名）

## 外部連結
- 單曲"情歌沒有告訴你"完整官方歌詞 （页面存档备份，存于）
- 單曲"情歌沒有告訴你"完整官方高畫質MV （页面存档备份，存于）